# Calamotropha nigripunctellus
Calamotropha nigripunctellus là một loài bướm đêm trong họ Crambidae.